# Chile na Zimowych Igrzyskach Paraolimpijskich 2018
Chile na Zimowych Igrzyskach Paraolimpijskich 2018 – występ kadry sportowców reprezentujących Chile na igrzyskach paraolimpijskich w Pjongczangu w 2018 roku.
Kadra liczyła 4 zawodników występujących w narciarstwie alpejskim. Chorążym podczas ceremonii otwarcia igrzysk został Diego Seguel. Najlepszy wynik w historii występów reprezentacji na zimowych igrzyskach paraolimpijskich osiągnął Nicolás Bisquertt, który w slalomie zajął 9. miejsce.

## Reprezentanci
| Zawodnik          | Dyscyplina            | Konkurencja     | Podgrupa | Czas    | Strata | Miejsce | Źródło |
| ----------------- | --------------------- | --------------- | -------- | ------- | ------ | ------- | ------ |
| Nicolás Bisquertt | Narciarstwo alpejskie | Zjazd           | LW10-2   | 1:31,08 | +6,97  | 13.     | [ 3 ]  |
| Nicolás Bisquertt | Narciarstwo alpejskie | Supergigant     | LW10-2   | DNF     | DNF    | DNF     | [ 4 ]  |
| Nicolás Bisquertt | Narciarstwo alpejskie | Superkombinacja | LW10-2   | DNF     | DNF    | DNF     | [ 5 ]  |
| Nicolás Bisquertt | Narciarstwo alpejskie | Slalom gigant   | LW10-2   | DNF     | DNF    | DNF     | [ 6 ]  |
| Nicolás Bisquertt | Narciarstwo alpejskie | Slalom          | LW10-2   | 1:54,62 | +14,80 | 9.      | [ 7 ]  |
| Diego Seguel      | Narciarstwo alpejskie | Slalom gigant   | LW12-1   | DNF     | DNF    | DNF     | [ 6 ]  |
| Diego Seguel      | Narciarstwo alpejskie | Slalom          | LW12-1   | DNF     | DNF    | DNF     | [ 7 ]  |
| Julio Soto        | Narciarstwo alpejskie | Slalom gigant   | LW2      | 2:53,75 | +41,28 | 28.     | [ 8 ]  |
| Julio Soto        | Narciarstwo alpejskie | Slalom          | LW2      | DNF     | DNF    | DNF     | [ 9 ]  |
| Santiago Vega     | Narciarstwo alpejskie | Slalom gigant   | LW4      | DNF     | DNF    | DNF     | [ 8 ]  |
| Santiago Vega     | Narciarstwo alpejskie | Slalom          | LW4      | DNF     | DNF    | DNF     | [ 9 ]  |